# Conveni de Calataiud
El Conveni de Calataiud fou un pacte de vassallatge signat entre Abū Zayd i Jaume I el Conqueridor el 20 d'abril de 1229 a Calataiud.

## Antecedents
A la mort del califa almohade Al-Mustanṣir Yūsuf, el gener de 1224, es produeix una lluita pel poder entre els almohades, que es resol reconeixent com a califa a Abū Muḥammad ʿAbd al-Wāhid. Abū Zayd no l'accepta i es converteix en senyor independent de Balànsiya, però davant dels atacs castellans es declara vassall de Ferran III de Castella.
En setembre de 1227 Abū al-`lā Idrīs al-Mā'mūn ben al-Manṣūr és proclamat califa almohade i Abū Zayd el reconeix i trenca el vassallatge amb el rei castellà. En 1228, Muhammad Ibn Hud, encapçalant una revolta antialmohadee que acaba desintegrant l'imperi, conquesta Múrcia on es nomena emir i reconeix al califa abbàssida. En aquesta situació caòtica, agreujada per la fam, aquest mateix any es produeix una revolta en València, que aprofita Zayyan ibn Mardanix, descendent de Muhammad ibn Mardanix, l'anomenat Rei Llop pels cristians, per sublevar-se en Onda. El 24 de gener de 1229 Zayyan entra en València, proclamant obediència al califa abbàssida, i Abū Zayd es refugià primer a Segorb i després es dirigeix a Aragó.

## El Pacte
Mentre Jaume I el Conqueridor es trobava a Calataiud preparant l'expedició a Mallorca, Abū Zayd s'hi dirigí amb el seu fill Abu Hamid i el seu secretari Ibn al-Abbar, on establí un pacte pel que cedí la quarta part del que Abū Zayd pogués recuperar dels seus reialmes i pertanyés als territoris atribuïts a Jaume pel Tractat de Cazorla, amb l'ajut del comte-rei, i la plena possessió i domini de tots els llocs i castells de l'Emirat de Balànsiya que se li retessin voluntàriament.
| « | Sicut quod antecessores vostros et regis Castelle et inter vos et ipsum est ordinatum et continuetur in cartis vestris | » |

## Conseqüència
En virtut del pacte, Blasco I d'Alagón, amb altres nobles aragonesos, va atacar la frontera el 1231, prenent Morella i provocant que Jaume I el Conqueridor prengués Ares per evitar una campanya descontrolada d'Alagón i els nobles aragonesos.